# Црква Светог Георгија у Лештанима
Црква Светог Георгија у Лештанима, насељеном месту на територији градске општине Гроцка припада Архиепископији београдско-карловачкој Српске православне цркве.
Црква посвећена Светом Георгију освештана је 28. октобра 2012. године. Чин освештења је обавио патријарх српски Иринеј. 